# Laurent Henkinet
Laurent Henkinet, né le 14 septembre 1992 à Rocourt (Liège) en Belgique, est un footballeur belge qui joue au poste de gardien de but.

## Biographie

### En club

#### KSK Tongres
Laurent Henkinet fait ses débuts dans l'équipe première du KSK Tongres durant la saison 2008-2009.

#### Saint-Trond VV
Après deux saisons en troisième division, il est recruté en juillet 2010, peu avant ses 18 ans, par Saint-Trond, un club de première division belge.
D'abord troisième gardien, il reçoit sa chance après les blessures successives de ses deux concurrents, Mark Volders et Sven Van Der Jeugt. Il enchaîne les bonnes prestations et reste le titulaire dans les buts des « Canaris » mais se blesse à son tour gravement au ménisque et est écarté des terrains jusqu'en fin de saison.

#### Standard de Liège
Malgré cette blessure, il est transféré durant le mercato estival par le Standard de Liège où il s'engage le 27 juillet 2011 pour une période de quatre ans.

##### Prêt à Dessel Sport
Quand il revient de blessure, il n'est que le quatrième gardien du club. Ainsi, la direction décide de le prêter pour la saison 2012-2013 afin qu'il reçoive du temps de jeu. Le joueur part au KFC Dessel Sport, en deuxième division. Il y est d'abord réserviste et reçoit sa chance à partir du mois de décembre, disputant ensuite toutes les rencontres de championnat jusqu'à la fin du mois d'avril.

##### Prêt à Saint-Trond
Il retourne au Standard en fin de saison mais, toujours barré par la forte concurrence, notamment de l'international japonais Eiji Kawashima, il est une nouvelle fois prêté, cette fois à Saint-Trond, relégué en deuxième division. Il y devient titulaire dès le troisième match de la saison mais il perd sa place dans les buts deux mois plus tard. En janvier 2014, le Standard le rappelle pour permettre le prêt d'Anthony Moris, troisième gardien des Liégeois, au club trudonnaire. Laurent Henkinet est lui reprêté à Dessel Sport jusqu'en fin de saison. Il n'y dispute que quatre rencontres durant cette période.

#### KV Courtrai
Le 14 juillet 2014, il quitte définitivement le Standard pour rejoindre le KV Courtrai, un autre club de première division, où il signe un contrat d'un an avec une option pour une seconde saison. Il y est le remplaçant de l'international sud-africain Darren Keet et ne joue que trois rencontres, dont deux en Coupe de Belgique, durant le premier tour. Quand le titulaire s'en va disputer la CAN 2015 avec son équipe nationale, il saisit sa chance et conserve la préférence de l'entraîneur Yves Vanderhaeghe jusqu'au terme des play-offs, Keet ne récupérant sa place que pour les deux dernières rencontres.

#### Waasland-Beveren
Après cette bonne demi-saison, il est recruté le 2 juillet 2015 par Waasland-Beveren, qui vient de perdre ses deux gardiens de but. Laurent Henkinet devient dès lors le titulaire à son poste dès le début de la saison.
Lors de la saison 2016-2017, il est licencié de son poste pour avoir parié sur sa propre équipe. Selon le joueur et son entourage, les sommes engagées auraient été minimes, et le club waeslandien se serait servi de la médiatisation de l'affaire afin de se débarrasser d'un des quatre portiers du club, le Hongrois Laszlo Köteles venant d'arriver de Genk quelques jours plus tôt.

#### OH Louvain
Suspendu par Waasland-Beveren, Laurent Henkinet signe le 27 décembre 2016 à OHL en D1B jusqu'à la fin de la saison. Il est titulaire pour toute la seconde partie de la saison.
Le 19 mai 2017, Laurent Henkinet  prolonge son contrat pour trois saisons.
S'il ne joue que trois matches de championnat lors de la saison 2017-2018, il est le titulaire pour les deux saisons suivantes.

#### Retour au Standard
Le 8 juillet 2020, Laurent Henkinet revient au Standard de Liège comme gardien n°2, derrière Arnaud Bodart.
Après de moins bonnes performances de la part du gardien n°1, Arnaud Bodart, durant la deuxième partie de saison 2021-2022, Luka Elsner propulse Laurent Henkinet gardien titulaire pour la fin de saison. Mais la saison suivante, il reprend sa place sur le banc et ne joue qu'un seul match en coupe de Belgique contre Dender.
Durant la saison 2023-2024, Laurent Henkinet, toujours la doublure d'Arnaud Bodart, est opéré du genou le 29 mars 2024.  
Son indisponibilité est estimée à 4 mois et la place de gardien n°2 sera occupée par le jeune Matthieu Epolo, gardien de l'équipe espoirs du Standard de Liège.
Sous contrat jusqu'en juin 2026, il éprouve de plus en plus de difficultés à enchaîner les entraînements en raison d'un genou très douloureux et décide de mettre un terme à sa carrière en juin 2025. Il prend une place dans l'organigramme du club.

## Statistiques

### En club
| Saison                | Club                    | Championnat           | Championnat | Championnat | Coupe(s) nationale(s) | Coupe(s) nationale(s) | Compétition(s) continentale(s) | Compétition(s) continentale(s) | Compétition(s) continentale(s) | Autres compétitions | Autres compétitions | Autres compétitions | Total | Total |
| Saison                | Club                    | Division              | M.          | B.          | M.                    | B.                    | Comp.                          | M.                             | B.                             | Comp.               | M.                  | B.                  | M.    | B.    |
| 2008-2009             | KSK Tongres             | Division 3B           | 1           | 0           | -                     | -                     | -                              | -                              | -                              | -                   | -                   | -                   | 1     | 0     |
| 2009-2010             | KSK Tongres             | Division 3B           | 3           | 0           | 0                     | 0                     | -                              | -                              | -                              | TF                  | 2                   | 0                   | 5     | 0     |
| Sous-total            | Sous-total              | Sous-total            | 4           | 0           | 0                     | 0                     | -                              | -                              | -                              | -                   | 2                   | 0                   | 6     | 0     |
| 2010-2011             | Saint-Trond VV          | Division 1            | 7           | 0           | 0                     | 0                     | -                              | -                              | -                              | PO2                 | -                   | -                   | 7     | 0     |
| 2011-2012             | Standard de Liège       | Division 1            | 0           | 0           | 0                     | 0                     | C1+C3                          | 0+0                            | 0+0                            | PO1                 | 0                   | 0                   | 0     | 0     |
| 2012-2013             | KFC Dessel Sport (prêt) | Division 2            | 14          | 0           | -                     | -                     | -                              | -                              | -                              | -                   | -                   | -                   | 14    | 0     |
| 2013-2014             | Saint-Trond VV (prêt)   | Division 2            | 9           | 0           | 1                     | 0                     | -                              | -                              | -                              | -                   | -                   | -                   | 10    | 0     |
| 2013-2014             | KFC Dessel Sport (prêt) | Division 2            | 4           | 0           | -                     | -                     | -                              | -                              | -                              | -                   | -                   | -                   | 4     | 0     |
| 2014-2015             | KV Courtrai             | Division 1            | 10          | 0           | 2                     | 0                     | -                              | -                              | -                              | PO1                 | 8                   | 0                   | 20    | 0     |
| 2015-2016             | Waasland-Beveren        | Division 1            | 18          | 0           | 1                     | 0                     | -                              | -                              | -                              | PO2                 | 4                   | 0                   | 23    | 0     |
| 2016-2017             | OH Louvain              | Division 1B           | 6           | 0           | -                     | -                     | -                              | -                              | -                              | PO3                 | 6                   | 0                   | 12    | 0     |
| 2017-2018             | OH Louvain              | Division 1B           | 3           | 0           | -                     | -                     | -                              | -                              | -                              | -                   | -                   | -                   | 3     | 0     |
| 2018-2019             | OH Louvain              | Division 1B           | 10          | 0           | 0                     | 0                     | -                              | -                              | -                              | PO3                 | 6                   | 0                   | 16    | 0     |
| 2019-2020             | OH Louvain              | Division 1B           | 23          | 0           | -                     | -                     | -                              | -                              | -                              | TM                  | 1                   | 0                   | 24    | 0     |
| Sous-total            | Sous-total              | Sous-total            | 42          | 0           | 0                     | 0                     | -                              | -                              | -                              | -                   | 13                  | 0                   | 55    | 0     |
| 2020-2021             | Standard de Liège       | Division 1A           | 1           | 0           | 1                     | 0                     | C3                             | 0                              | 0                              | PO2                 | -                   | -                   | 2     | 0     |
| 2021-2022             | Standard de Liège       | Division 1A           | 8           | 0           | 3                     | 0                     | -                              | -                              | -                              | -                   | -                   | -                   | 11    | 0     |
| 2022-2023             | Standard de Liège       | Division 1A           | 0           | 0           | 1                     | 0                     | -                              | -                              | -                              | PO2                 | 0                   | 0                   | 1     | 0     |
| 2023-2024             | Standard de Liège       | Division 1A           | 1           | 0           | 2                     | 0                     | -                              | -                              | -                              | -                   | -                   | -                   | 3     | 0     |
| 2024-2025             | Standard de Liège       | Division 1A           | 4           | 0           | 0                     | 0                     | -                              | -                              | -                              | PO2                 | 0                   | 0                   | 4     | 0     |
| Sous-total            | Sous-total              | Sous-total            | 14          | 0           | 7                     | 0                     | -                              | 0                              | 0                              | -                   | 0                   | 0                   | 21    | 0     |
| Total sur la carrière | Total sur la carrière   | Total sur la carrière | 122         | 0           | 11                    | 0                     | -                              | 0                              | 0                              | -                   | 27                  | 0                   | 160   | 0     |